# Amigdalite
Amigdalite é uma inflamação das amígdalas, geralmente de início rápido. É um tipo de faringite. Os sintomas incluem inflamação da garganta, febre, aumento de volume das amígdalas, dificuldade em engolir e aumento de volume dos gânglios linfáticos à volta do pescoço. Entre as possíveis complicações está o abcesso periamigdaliano.
A causa mais comum de amigdalite são infeções virais. Apenas 5% a 10% dos casos são causados por infeções bacterianas. Quando a causa são bactérias estreptococo do grupo A, denomina-se faringite estreptocócica. São raros os casos causados pelas bactérias Neisseria gonorrhoeae, Corynebacterium diphtheriae ou Haemophilus influenzae. A infeção é geralmente transmitida por via aérea. O diagnóstico pode ser confirmado mediante recolha de um esfregaço ou com testes rápidos de deteção de estreptococo.
O tratamento consiste no alívio dos sintomas e em diminuir o risco de complicações. As dores podem ser aliviadas com paracetamol ou ibuprofeno. Em casos de faringite estreptocócica geralmente recomenda-se a administração de penicilina por via oral. Em pessoas alérgicas à penicilina podem ser administradas cefalosporinas ou macrólidos. Em crianças com episódios recorrentes de amigdalite, a tonsilectomia diminui ligeiramente o risco de novos episódios.
A cada período de três meses, cerca de 7,5% das pessoas apresentam uma inflamação da garganta. Em cada ano, 2% das pessoas consultam um médico devido a amigdalites. A doença é mais comum entre crianças em idade escolar e geralmente ocorre nos meses de outono ou inverno. A maioria das pessoas recupera com ou sem medicação. EM 40% dos casos, os sintomas desaparecem em três dias. Em 80% dos casos não se manifestam sintomas após uma semana, mesmo quando é causada por estreptococos. Os antibióticos apenas diminuem a duração dos sintomas em cerca de 16 horas.

## Sinais e sintomas
Os principais sintomas da faringoamigadalite são a dor na garganta, disfagia (desconforto ao ingerir alimentos), febre - principalmente em casos bacterianos -, fraqueza, tosse (comum em quadros virais), halitose, cefaleia, mal-estar geral e rouquidão em casos mais avançados.
A faringoamigdalite bacteriana é mais comumente associado com quadros de início abrupto, com febre alta, ausência de tosse, exsudato purulento e petéquias no palato. Quadros virais são associados com um curso insidioso, sem febre, com presença de sintomas respiratórios como tosse e coriza e a presença de úlceras orais, hepatomegalia e esplenomegalia podem ocorrer em especial na mononucleose infecciosa.
Ao exame físico da cavidade oral pode-se observar a presença de exsudato em amígdalas, que apesar de ser mais comum em casos bacterianos não é patognomônico desta condição, também são vistos o edema de úvula. É comum a presença de linfadenopatia dolorosa de cadeia anterior cervical na faringoamigdalite bacteriana.   

## Tipos
Existem 3 tipos principais de tonsilites: aguda, subaguda e crônica. A tonsilite aguda pode ser de origem tanto bacteriana quanto viral (mais comum, 75%). A tonsilite subaguda (que pode durar entre 3 semanas e 3 meses) é causada pela bactéria Actinomyces. A tonsilite crônica, que pode durar por longos períodos se não tratada, é quase sempre bacteriana.

## Tratamento
O pilar do tratamento da tonsilite bacteriana é a antibioticoterapia, com a preferência por uso de Penicilina G benzatina, com outros beta-lactâmicos e macrolídeos como opção de tratamento, a principal motivação para o tratamento é a prevenção do quadro de febre reumática e das demais complicações da amigdalite visto que  tratamento com antibióticos diminui a duração do quadro em média somente em 16 horas
A tonsilite viral não requer tratamento específico. Apenas o tratamento sintomático basta, tendo em vista que a tonsilite viral possui um ciclo natural, de modo que a cura ocorre em poucos dias.
Estudo da Universidade do Nebraska (APPICE et al., 2009) aponta que vibrações das cordas vocais produzidas no ato de cantar podem contribuir em alguns casos para alívio da inflamação mais comum causada pela bactéria Streptococcus pyogenes,  em função da fragmentação da placa bacteriana. PADAVONA (2011) não conseguiu reproduzir os mesmos resultados do estudo de 2009, porém ressalta o efeito anti-inflamatório da liberação de endorfinas e dopamina produzida pelo canto, bem como melhoras no sistema imunológico.
Em casos crônicos/recidivantes (geralmente definidos como sete episódios de tonsilites no ano anterior, cinco episódios em cada um dos dois anos anterior ou três episódios em cada um dos três anos anteriores), ou em casos agudos onde as tonsilas palatinas se tornaram tão inchadas que a deglutição foi prejudicada, uma tonsilectomia pode ser realizada para remover as tonsilas. Pacientes cujas tonsilas foram removidas certamente ainda estarão protegidos de infecções pelo resto de seu sistema imune.

## Complicações
As complicações da amigdalite bacteriana se dividem tanto em complicações supurativas e complicações não-supurativas
Com o avanço da infecção, há a extensão da mesma para compartimentos adjacentes, com possibilidade de desenvolvimento deabscessos, que pode se desenvolver lateralmente ou posteriomente à tonsila durante uma infecção, tipicamente diversos dias após o início da tonsilite. Levando ao desenvolvimento de abscessos peritonsilares, paratonsilares ou retrofaríngeos. O crescimento do abscesso pode levar à obstrução da via aérea levando à asfixia desses pacientes.
A infecção também pode ser extender para compartimentos anexos, levando à quadros de otite média aguda, sinusite, celulite local, adenite, mastoidite e meningite em quadros avançados; o avanço da infecção lateralmente pode levar ao acomento da veia jugular interna, com trombose local associado com quadros septicêmicos, quadro denominado de síndrome de Lemierre
As complicações não - supurativas incluem doenças auto-imunes  como a febre reumática ou glomerulonefrite pós-streptocóccica podem ocorrer, apesar de serem raras apresentam altas taxas de mortalidade. Estas complicações são extremamente raras em países desenvolvidos mas ainda continuam sendo um problema em países pobres, como o Brasil.
Bactérias se alimentando do muco que se acumula nos espaços das tonsilas (criptas) podem produzir depósitos amarelo-esbranquiçados conhecidos como tonsilólitos. Isso pode causar uma emissão de um odor devido a presença de compostos sulfúricos voláteis.
A hipertrofia das tonsilas pode resultar em roncos, respiração oral, problemas no sono e apnéia do sono obstrutiva, na qual o paciente para de respirar e apresenta uma queda na concentração de oxigênio na corrente sanguínea. Uma tonsilectomia pode curar estes problemas.